# Восстание в Акидзуки
Восстание в Акидзуки (яп. 秋月の乱 акидзуки но ран, 26 октября — 24 ноября 1876 года) — вооружённое антиправительственное выступление нетитулованной аристократии в Японии в районе Акидзуки префектуры Фукуока на севере острова Кюсю.

## История
В начале периода Мэйдзи много японских самураев, которые формировали сословие сидзоку, выступили против социальных реформ японского правительства. В связи с этим более 200 самураев бывшего княжества Акидзуки под руководством Исо Дзюна, Миядзаки Куруманосукэ, Имамуры Хякухатиро и Масуды Сидзукаты решили присоединиться к восстанию Симпурэн в префектуре Кумамото, вспыхнувшему 24 октября 1876 года.
26 октября 1876 года отряд Масуды отправился в город Сага для объединения с местными самураями, а 27 октября основные силы Исо, Миядзаки и Имамуры направились в посёлок Тоёцу на востоке префектуры Фукуока с той же целью.
29 октября основная группа добралась к Тоёцу, но была предана местными жителями, которые сообщили об их прибытии Ноги Марэсукэ, начальника гарнизона в городе Кокура. Солдаты гарнизона внезапно напали на повстанцев Акидзуки и вынудили их бежать. 31 октября, видя неосуществимость своих планов, командиры Исо и Миядзаки распустили свои отряды и покончили с собой. Остатки повстанцев под руководством Имамуры продолжали отступление к Акидзуки.
Тем временем группа Масуды также узнала о провале операции и отправилась домой. 24 ноября 1876 года повстанцы обеих групп были арестованы по дороге к Акидзуки правительственными войсками. 3 декабря, по приговору временного суда в Фукуоке, Имамуре и Масуде отрубили головы, 122 повстанцев лишили аристократических званий, а 19 отправили на каторгу.